# James Jeter
James Jeter (Texas, 15 settembre 1921 – Houston, 4 marzo 2007) è stato un attore statunitense.

## Filmografia parziale

### Cinema
- L'amaro sapore del potere (The Best Man), regia di Franklin J. Schaffner (1964)
- Baciami, stupido (Kiss Me, Stupid), regia di Billy Wilder (1964)
- La caccia (The Chase), regia di Arthur Penn (1966)
- Quelli della San Pablo (The Sand Pebbles), regia di Robert Wise (1966)
- Il ciarlatano (The Big Mouth), regia di Jerry Lewis (1967)
- Nick mano fredda (Cool Hand Luke), regia di Stuart Rosenberg (1967)
- Impiccalo più in alto (Hang 'Em High), regia di Ted Post (1968)
- Base artica Zebra (Ice Station Zebra), regia di John Sturges (1968)
- I duri di Oklahoma (Oklahoma Crude), regia di Stanley Kramer (1973)
- Il fantabus (The Big Bus), regia di James Frawley (1976)
- Distretto 13 - Le brigate della morte (Assault on Precinct 13), regia di John Carpenter (1976)
- Questa terra è la mia terra (Bound for Glory), regia di Hal Ashby (1976)
- Non rubare... se non è strettamente necessario (Fun with Dick and Jane), regia di Ted Kotcheff (1977)
- Black Sunday, regia di John Frankenheimer (1977)
- F.I.S.T., regia di Norman Jewison (1978)
- Fast Break, regia di Jack Smight (1979)
- La grande truffa del rock'n'roll (The Great Rock 'n' Roll Swindle), regia di Julien Temple (1980)
- In amore si cambia (A Change of Season), regia di Richard Lang (1980)
- Blow Out, regia di Brian De Palma (1981)
- Frontiera (The Border), regia di Tony Richardson (1982)
- Le strade della paura (Cohen and Tate), regia di Eric Red (1989)
- Un mondo perfetto (A Perfect World), regia di Clint Eastwood (1993)

### Televisione
- Apple's Way – serie TV, episodio 1x03 (1974)
- La casa nella prateria (Little House on the Prairie) – serie TV, 9 episodi (1974-1980)
- Delvecchio – serie TV, 3 episodi (1976-1977)

## Doppiatori italiani
Nelle versioni in italiano delle opere in cui ha recitato, James Jeter è stato doppiato da:
- Max Turilli in La casa nella prateria (ep. 1x01)
- Silvano Tranquilli in La casa nella prateria (ep. 1x11)
- Mauro Bosco in La casa nella prateria (ep. 2x01)
- Gigi Reder in La casa nella prateria (ep. 3x03)
- Mario Milita in La casa nella prateria (ep. 4x01 e 6x04)